# 新垛镇
新垛镇，是中华人民共和国江苏省泰州市兴化市下辖的一个乡镇级行政单位。

## 行政区划
新垛镇下辖以下地区：
新港社区、丰乐村、新城庄村、团结村、孙家村、庙徐村、曹吉村、新东村、荷花港村、施家桥村、朱彭三庄村、徐高村、李施郊村和张高村。